# Federazione calcistica di Hong Kong
Hong Kong Football Association (香港足球總會S, Xiānggǎng zúqiú zǒng huìP) è l'organismo di governo del calcio a Hong Kong.
Fondata nel 1914 quando la città era parte dell'Impero britannico, ha mantenuto l'autonomia sportiva dopo il ritorno alla Cina nel 1997.

## Storia
Il calcio ad Hong Kong, portato dai soldati e dai residenti inglesi, arrivò all'inizio del XX secolo. Il primo torneo ufficiale fu disputato nella stagione 1895-1896: si tratta della Hong Kong Challenge Cup, ribattezzata Hong Kong Senior Challenge Shield l'anno seguente. Nel 1908-1909 venne disputato il primo campionato di Hong Kong First Division League. Dopo la sua fondazione ufficiale, la federazione s'incaricò dell'organizzazione di tutti questi tornei.
Nel 1954 la HKFA si affiliò alla FIFA; sempre nello stesso anno fu uno dei membri fondatori dell'Asian Football Confederation. Nel 1956 Hong Kong ospitò la prima edizione della Coppa d'Asia.
Oltre ai campionati ed alle coppe nazionali, la HKFA gestisce la nazionale maggiore (in cinese 香港足球代表隊) e le rappresentative giovanili e femminili.

## Struttura
A capo della HKFA vi è un consiglio d'amministrazione (Board of Directors) composto da 9 direttori. Vi sono poi cinque Task Force che gestiscono i diversi settori del calcio nazionale (disciplina, commissione d'appello, settore arbitrale, settore giovanile e sviluppo tecnico, centro d'allenamento) e la segreteria federale.
I calciatori di massima divisione sono tutti professionisti, nel 2009 il loro numero era di 310. A quella data, risultavano attivi nell'ambito della HKFA 4.553 calciatori, dei quali 492 professionisti e 4.061 dilettanti. Il denaro per pagare gli stipendi dei giocatori dovrebbe essere ricavato dagli incassi, ma raramente tale cifra risulta sufficiente, per cui le società dipendono dai contributi di sponsor o munifici proprietari.
Per il quadriennio 2011-2015 presidenti sono Timothy Fok (onorario) e Brian Leung Hung-Tak, mentre Vincent Yuen Mun-Chuen ricopre la carica di segretario generale.